# Drácula, el musical
Drácula, el musical es uno de los musicales argentinos más importantes.
Fue escrito y dirigido por Pepe Cibrián, con música de Ángel Mahler y producido por Tito Lectoure.
El valor de la puesta en escena fue de un millón de dólares . La idea originaria de Tito Lectoure era presentar The Phantom of the Opera en el Luna Park de Buenos Aires, pero al no conseguir los derechos, produjo una obra en reemplazo.  (enlace roto disponible en Internet Archive; véase el historial, la primera versión y la última).
Drácula, El musical se estrenó en 1991 en el estadio Luna Park y realizó siete temporadas en el mismo estadio (1991, 1992, 1994, 1997, 2000, 2022, 2023), dos temporadas en el Teatro Ópera de Buenos Aires (2003 y 2007), dos temporadas en el Teatro Astral (2011, 2016), una temporada en el teatro Roxy de Mar del Plata (1993) y la fecha de la gira del cierre de los 25 años (2016) en el mismo teatro marplatense, una temporada en el teatro Del Lago en Villa Carlos Paz, Córdoba (1999) y ocho giras nacionales (1992, 1998, 2003, 2007, 2008, 2011, 2022, 2023). 
Lo protagonizaron en su temporada original Cecilia Milone (Mina), Paola Krum (Lucy), Martin O'Connor (Jonathan) y Juan Rodo (Drácula).
Más de dos millones de personas han visto el musical, no sólo en Argentina, sino también en Brasil (2000), Chile (1992 y 2008) y España (1994).
Del 1 al 10 de abril de 2022, volvió al escenario donde se estrenó: el mítico Luna Park y con una producción que prometía superar a la original. El elenco fue de 50 actores/cantantes/bailarines y contó con una orquesta de 30 músicos.  Luego se desarrolló una gira nacional a partir del 14 de abril, visitando las ciudades de Mar del Plata, Bahía Blanca, Córdoba, Rosario, Santa Fe, Mendoza, San Juan, Tucumán, Salta entre otras.
En esta versión, que según sus productores era "La Despedida" gran parte del elenco original estará protagonizando los roles principales tales como: Juan Rodó (Drácula), Cecilia Milone (Mina), Laura Silva (Nani), Pehuen Naranjo (Van Helsing), Karina Levine (La Condesa). Completan los protagónicos centrales Josefina Scaglione (Lucy) y Mariano Taccagni (Jonathan).
Luego de la gira, hubo tres funciones en el Movistar Arena, los días 6, 7 y 8 de octubre de 2022, repitiendo el elenco de protagonistas.
En la temporada de verano 2022/23, la obra se trasladó al Teatro Radio City de Mar del Plata, del 22 de diciembre al 26 de febrero. 
El 13 de abril de 2023, la obra volvió a la gira, pero ahora con el nombre de "la despedida final". Bajo el mismo nombre, la obra se presenta en el Luna Park , del 30 de agosto al 3 de septiembre.

## Protagonistas
- Drácula: Juan Rodo (1991-2023), Hernán Kuttel (versión de cámara 1996, gira nacional 1998/9), Diego Duarte Conde (gira nacional 2008)
- Mina: Cecilia Milone (1991-1994, 2003 y 2022), Gabriela Rosviar (versión de cámara 1996), Marisa Provenzano (1997), Solange Vidal Freyre (2000), Luz Yacianci (2007), Magdalena Jerman (gira nacional 2008), Candela Cibrián (2011-2016), Florencia Spinelli (2013), Josefina Scaglione (2016), Flor Regina (gira 2023).
- Lucy: Paola Krum (1991 y 1992), Alejandra Radano (1993 gira y 1994), Elena Roger (versión de cámara 1996), Karina K (1997), Carolina Pampillo (gira 1998/99), Romina Groppo (2000), Georgina Frere (2003), Anabel Correa (gira 2003), Florencia Benítez (2007), Georgina Reynaldi (gira nacional 2008), Luna Pérez Lening (2011, 2013, 2016), Penelope Bahl (gira nacional 2011 y gira nacional 2022), Josefina Scaglione (2022), Eluney Zalazar (Mar del Plata 2023), Luz Desposito (gira 2023).
- Jonathan: Martín O’Connor (1991, 1992 y 1997), Carlos Zabala (1992), Fernando Ciuffo (1994 y 2000), Zenon Recalde (versión de cámara 1996), Mariano Taccagni (2003, gira nacional 2008, 2022/23), Daniel Vercelli (2007 y 2013), Leonel Fransezze (2011), Nicolás Martinelli (2016), Emilio Yapor  (2016).
- Nani: Laura Silva (1991-1994, 2000 y 2022), Tiki Lovera (versión de cámara 1996), Alejandra Desiderio (1997), Roxana Fraschini (2003), Gipsy Bonafina (gira 2003), Adriana Rolla (2007-2011, 2016 y gira nacional 2022/23), Pamela Tello (gira nacional 2008).
- Van Helsing: Pehuén Naranjo (1991-2000 y 2022), Luis Blanco (gira nacional 1998/99), Rubén Roberts (versión de cámara 1996, 2003), Pablo Toyos (2007), Ignacio Mintz (2007), Marcelo Filardo (gira nacional 2008), Germán Barceló (2011 y 2013), Emilio Yapor (gira nacional 2011), Gastón Avendaño (2016 y gira nacional 2022/23).

## Elenco original (1991)
- Cochero: Ricardo Bangueses
- Posadero: Omar Calicchio
- Marinero loco: Carlos De Antonio
- Prostituta: Alejandra Fontan
- Condesa: Karina Levine
- Ninette: Alejandra Radano
- Tabernero: Horacio Vay
- Mascota y chico de Whitby: Diego Pérez Morales
- Mascota y campesino: Luis Blanco
- Mascota y Matías: Gustavo Monje
- Mascotas: Gustavo Bonfigli - Damián De Santo -Pablo Di Felice - Julio César Fernández - Esteban Julián - Hernán Kuttel - Javier Pepe -
- Marinero joven: Martín Blanco
- Mujer tormenta: Lidia Borda
- Duquesa de Whitby: Fabiana Bruni
- Obispo: Marcelo Filardo
- Gitano: Gustavo Guzmán
- Gitana: Conie Marino
- Chica del cementerio: Noelia Noto
- Lord Arturo: Marcelo Trepat
- Campesina: Raquel Buela
- Pitonisa: Georgina Frere
- Chica de Whitby: Maggie Garbino
- Joven taberna: Roberto Koch
- Chica taberna: Alejandra Peralta
- Chica Whitby: Marcela Pratt
- Chica taberna: Alejandra Rago
- Ama: Graciela Tenenbaum
- Policías: Fernando Tomatis - Carlos Zabala
- Pueblo: Débora Abecasis - Alejandro Albor - Victoria Aragón - Eduardo Bahr - Alejandra Boleda -  José Calandron - Santiago Ceresetto - Cynthia Correa - Alejandra Desiderio - Roberto Feito - Daniel * Fulvio - Carolina Gallardo - Pablo Guglielmino - Patricia Lacolla - Arturo Lutri - Paula Prada -  Silvia Reyes Vilar - Diego Samouellian - M. Gabriela Sundberg - Marcelo Testa - Virginia Yeregui - Javier Pepe

## Sinopsis
Jonathan Harker, empleado de la firma Hawkins, es enviado por ésta a Transilvania a entregar las escrituras de las propiedades compradas por el conde Drácula en la ciudad inglesa de Whitby.
Ya en Transilvania, los habitantes lo previenen del peligro del lugar. Jonathan los ignora y junto a un cochero decide recorrer la región, al llegar al cementerio es seducido por la condesa vampiro Dolingen de Gratz y sus amantes, pero con la ayuda del pueblo puede escapar.
Mientras tanto, en Whitby, su prometida Mina Murray espera noticias de él y junto a su gobernanta Nani reciben a Lucy, que viene de Londres para casarse con lord Arturo, primo de Mina.
Pero al llegar a Whitby, Lucy siente que algo extraño le sucede. Los transilvanos llevan a Jonathan a una posada y su dueño lo tranquiliza diciendo que los comentarios son sólo leyendas. Pero es allí donde recibe por intermedio de un mensajero, la esperada invitación al castillo enviada por el conde Drácula.
La posadera le recuerda los peligros que le aguardan y le entrega un crucifijo para protegerse.
Mientras tanto, en Whitby, la premonición de Lucy la acosa día tras día y su estado mental se deteriora.
Jonathan llega finalmente a la morada de Drácula, que trata de envolverlo en su magia, pero gracias al crucifijo logra salvarse y se instala en el castillo. Pasan semanas y el conde Drácula se prepara para su partida que hará con sus mascotas y como despedida invita a Jonathan a una fiesta junto a sus cómplices, los gitanos.
Luego de dicha fiesta, Jonathan descubre el secreto de Drácula, quien al enterarse de ello decide abandonarlo en el castillo, quitándole la memoria y parte de inmediato a Inglaterra.
Una vez allí, Drácula se encuentra con Lucy —la prometida de lord Arturo (primo de Mina, la prometida de Jonathan)—, a la cual posee y se presenta en su fiesta de casamiento para cumplir el rito de la tercera mordida y convertirla en vampiro.
Pero antes de hacerlo lo descubre Mina (en quien Drácula cree reconocer a la mujer que amó quinientos años atrás y que él mismo destruyó). Con Mina, Drácula trata de recuperar aquella historia perdida.
Después de un bellísimo cuento de amor pasional y terrorífico, Drácula siente que va a repetir la misma historia, debido a su adicción por la sangre.
Entonces decide dejarla libre y sacrificar su inmortalidad, dejando que lo atrapen y lo maten.

## Música

### Primer acto
- Obertura
- Prólogo
- El relato del cochero
- La condesa
- Mina y sus recuerdos (instrumental)
- Llegada de Lucy
- Siento enloquecer
- Carta de Jonathan
- El posadero y su mujer
- Mina y Nani
- Soñar hasta enloquecer
- Partida de Jonathan
- El relato del cochero (2)
- Llegada al castillo de Drácula
- Nostalgia de Jonathan
- En la cripta
- Antes de la partida
- Los gitanos
- Partida de Drácula
- Posesión de Lucy
- La plaza de Withby
- El marinero loco
- El asilo (canción agregada únicamente en la puesta del 20º aniversario)
- Los locos de Whitby (canción agregada únicamente en la puesta del 20º aniversario)
- Tu esclava seré
- La tormenta
- Yo te desafío
- Casamiento de Lucy
- Recuerdo de Mina (instrumental)
- Tema de amor de Drácula
- Muerte de Lucy

### Segundo acto
- Entreacto
- Mr. Hopkins (canción agregada únicamente en la puesta del 20º aniversario)
- Reina Victoria
- La taberna
- Ninette
- Llegada de Jonathan
- Saber por fin quién soy
- Muerte de Ninette
- Posesión de Mina
- Mi dulce Mina
- Encuentro entre Mina y Jonathan
- Terror en Withby
- En la catedral
- Tus sueños ¿dónde han ido?
- Enfrentamiento
- Búsqueda de Mina
- Madre, tan sólo una vez
- Drácula
- Dúo Mina-Drácula
- Tema de amor de Drácula (reprise)
- ¡Muerte!
- Amanecer (coral)
- Tú y yo: ¿quién nos puede separar?

### Final
- Selección instrumental

## Grabaciones
Entre 1991 y 1992, se editó una selección de 19 canciones con el elenco original en casete y cd.
En el año 1994, se llevó a cabo en 4 meses en estudio La Isla la grabación de la obra completa en casete y cd con la presencia de la orquesta. En esta se encuentra a casi todo el elenco original, destacándose la adición de Fernando Ciuffo como Jonathan (que lo interpretaría por primera vez en la temporada de ese mismo año) y Marisa Provenzano como Lucy (que se integraría en la puesta en 1997, pero en el rol de Mina). Una versión de esta grabación incluía el libreto de la obra en su idioma original y traducido al inglés.  
Ese mismo año, la obra se trasladó a España. Con su respectivo elenco, se grabó la misma selección de canciones, agregando piezas instrumentales. 
En el 2011, se comercializó la grabación de la puesta que conmemoró el vigésimo aniversario de la obra, no solo en álbum , sino también en DVD.

## Premios
A.C.E (Asociación cronista del espectáculo)
1992
- Mejor Comedia Musical
- Mejor Música original
- Mejor Coreografía
- Mejor Producción

Premio Prensario 1992
- Mejor Espectáculo de teatro

Premio Estrella de Mar 1993 Mar del Plata
- Mejor vestuario y maquillaje
- Mejor Comedia Musical
- Mejor Actriz de Reparto
- Mejor Música original
- Mejor escenografía
- Mejor Iluminación
- Mejor producción
- Mejor Director
- Mejor Actor